# ستوزیانکی (استان اشوی‌داشکسیه)
ستوزیانکی (به لهستانی: Studzianki) یک منطقهٔ مسکونی در لهستان است که در گمینا لیپنگک واقع شده‌است. ستوزیانکی ۱۱۰ نفر جمعیت دارد.